# Adolphe Meurisse
Pour les articles homonymes, voir Meurisse.
Adolphe Meurisse (né à Mons le 7 avril 1815 et mort à Anvers le 1er septembre 1890) est un industriel belge, fondateur et dirigeant de la chocolaterie du même nom.

## Chocolaterie Meurisse
La Chocolaterie est fondée en 1845 à Anvers par Adolphe Meurisse. Il rapporte des médailles d'argent aux expositions d'Amsterdam (1869 et 1883) et des diplômes d'honneur aux expositions d'Anvers (1885 et 1894). 
Après le décès d'Adolphe, ses deux fils Guillaume et Louis reprennent et agrandissent l'entreprise, et ensuite les deux fils de Louis (René et Albert) poursuivront la tradition familiale. Avant la Première Guerre mondiale, les marques Perette, Opera, Nuctine et Boy Scouts apparaissent. La chocolaterie obtient d'autres diplômes d'honneur et grands prix à Liège (1905), à l'Exposition universelle de Bruxelles de 1910, à Charleroi et Turin en 1911 et à Gand en 1913. En 1915, le fils d'Albert, Jacques continue l'entreprise.
Jacques Meurisse fait appel à des capitaux anglais. La firme devient la Chocolaterie Meurisse Ltd avec siège à Londres, l'usine reste à Anvers-Dam. La chocolaterie dépose alors les marques Sky (1927), Polo (1928), Century et Tablettine (1930), Vedette (1931), Truffel Bar (1932), Kolos (1933), Crokina (1934), Triptic (1935), Finor (1936) et Tosca (1937). Il participe à l'Exposition universelle de Bruxelles de 1935. En 1953, la marque Monaco est déposée et en 1954 le fleuron Zero, un chocolat fourré au goût rafraîchissant. 
En 1959, la chocolaterie se dote d'un logotype original : un ourson dont le graphisme sera protégé sous la dénomination Beer, tandis qu'en 1960, apparait la marque Kilt et en 1963 Le Montois.
Le 16 novembre 1967, la Meurisse Ltd redevient la SA Meurisse mais en 1968, l'usine est en difficulté. En 1969, la chocolaterie est rachetée par General Biscuits et en 1974, la chocolaterie est regroupée à Herentals, sur l'ancien site de De Beukelaer, affaiblissant le poids des marques Meurisse. Aujourd'hui, ZERO est toujours commercialisé par le seul groupe Côte d'Or.
En septembre 2020, la chocolaterie reprend du service, sous la houlette des descendants d'Adolphe Meurisse de la 6e génération.